# Rio Arun
O Arun é um rio de correnteza rápida no condado inglês de West Sussex, com cerca de 30 km de extensão. Sua nascente é formada por uma série de pequenos cursos d'água (denominados localmente como gills) na região da floresta de St. Leonard localizada no leste de Horsham. Flui através de Arundel e passa pelo castelo, desaguando no mar em Littlehampton. Seu principal afluente é o rio Rother. O distrito local de Arun em West Sussex recebeu o nome do rio.